# Krev (potravina)

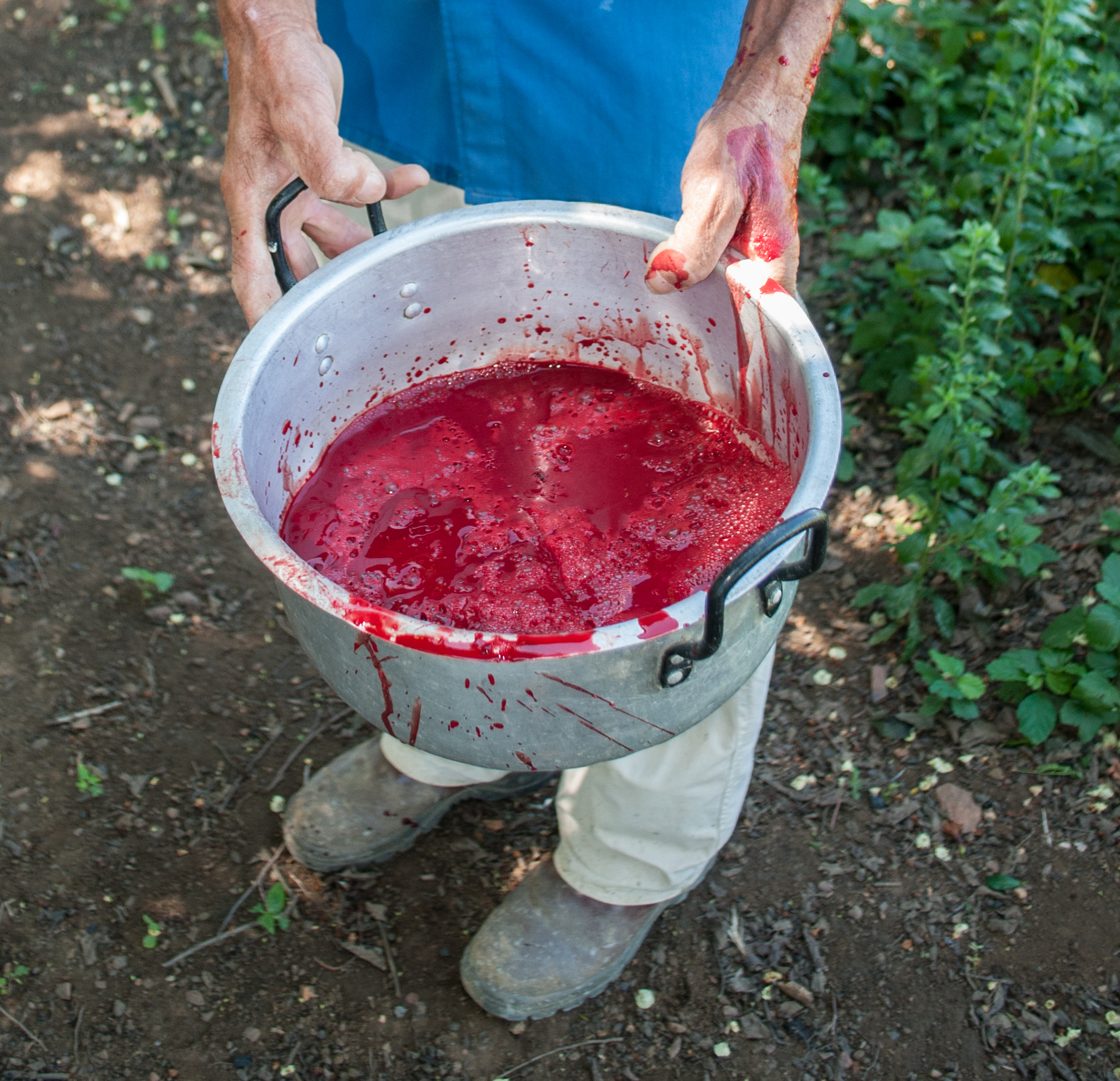
Kozí krev je součástí tradiční vánoční večeře na venezuelském ostrově Margarita.

Zvířecí krev se využívá jakožto vedlejší jateční produkt a může se použít nejen v podobě krvavých jelit, tmavé tlačenky či polévky prdelačky, ale také například k dobarvování uzenin za pomocí hemoglobinu. Dále se také může použít sušená krevní plazma, která se v obsahu výrobku zpravidla označuje jako „vepřová bílkovina“, drůbeží anebo hovězí. V praxi se užívá například u „šizených“ masných potravin, s nízkým podílem masa pro navýšení bílkovin, například masové konzervy, paštiky, uzeniny aj. Ale nemusí tomu tak být vždy, protože krev jako taková má jednak svojí nutriční hodnotu, dále pak může zlepšovat i šťavnatost masového výrobku . Sušená krevní plazma se také může použít u nemasných výrobků jakožto náhražka vaječného bílku v pekařském a cukrovarnickém průmyslu. Protein fibrin může být zas použit pro výrobu kořenících přípravků (polévkové hydrolyzáty). V neposlední řadě se krev či její složky může používat také ve farmaceutickém průmyslu. V případě užití krve samotné, či její složky musí být vždy uvedeno ve složení výrobku na etiketě popřípadě po vyžádání u prodejce.
Krev se získává bezprostředně po omráčení a usmrcení zvířete za pomocí dutých nožů za přísných hygienických postupů, tak aby nedocházelo ke kontaminaci mikroorganizmů. Aby nedocházelo ke srážení (koagulaci) krve, používá se jednak nepřetržité míchání, rychlé ochlazení a dále pak například kyselina citronová či citronan sodný.